# Isla Xinbu
La isla Xinbu (en chino, 新埠岛) es una pequeña isla que se encuentra adyacente a la isla Haidian en la ciudad de Haikou, capital de la provincia de Hainan, al sur de China.
La isla, situada en la desembocadura del río Nandu, tiene una población de alrededor de 4.000 personas.
Los planes para desarrollar un nuevo puerto de yates en la isla están en marcha.
El Puente Xinbu une la isla de Xinbu Haidian con la quinta carretera este (海甸五栋路).